# Bosco di Sant'Agostino o Panfilia
Bosco di Sant'Agostino o Panfilia este o arie protejată (arie specială de conservare — SAC, sit de importanță comunitară — SCI) din Italia întinsă pe o suprafață de 188 ha, integral pe uscat.

## Localizare
Centrul sitului Bosco di Sant'Agostino o Panfilia este situat la coordonatele 44°46′56″N 11°22′53″E / 44.782222°N 11.381389°E.

## Înființare
Situl Bosco di Sant'Agostino o Panfilia a fost declarat sit de importanță comunitară în iunie 1995 pentru a proteja 25 de specii de animale. Situl a fost protejat și ca arie specială de conservare în martie 2019.

## Biodiversitate
Situată în ecoregiunea continentală, aria protejată conține 7 habitate naturale: Liziere de ierburi înalte hidrofile de câmpie și de nivel montan până la alpin, Lacuri eutrofice naturale cu vegetație de tip Magnopotamion sau Hydrocharition, Pajiști uscate seminaturale și facies de acoperire cu tufișuri pe substraturi calcaroase (Festuco-Brometalia) (* situri importante pentru orhidee), Păduri mixte riverane de Quercus robur, Ulmus laevis și Ulmus minor, Fraxinus excelsior sau Fraxinus angustifolia, de-a lungul marilor râuri (Ulmenion minoris), Galerii de Salix alba și de Populus alba, Râuri cu maluri nămoloase cu vegetație de Chenopodion rubri p.p. și Bidention p.p., Ape stătătoare oligotrofe până la mezotrofe, cu vegetație de Littorelletea uniflorae și/sau de Isoëto-Nanojuncetea.
La baza desemnării sitului se află mai multe specii protejate:
- păsări (16): lăcar mare (Acrocephalus arundinaceus), pescăruș albastru (Alcedo atthis), gârliță mică (Anser erythropus), egretă mare (Ardea alba), stârc roșu (Ardea purpurea), cuc (Cuculus canorus), egretă mică (Egretta garzetta), muscar negru (Ficedula hypoleuca), capîntortură (Jynx torquilla), sfrâncioc roșiatic (Lanius collurio), gaia neagră (Milvus migrans), muscar sur (Muscicapa striata), stârc de noapte (Nycticorax nycticorax), grangur (Oriolus oriolus), turturică (Streptopelia turtur), pupăză (Upupa epops)
- amfibieni (1): Triturus carnifex
- mamifere (2): liliac cu aripi lungi (Miniopterus schreibersii), liliac cu urechi mari (Myotis bechsteinii)
- nevertebrate (2): croitorul mare al stejarului (Cerambyx cerdo), fluturele purpuriu (Lycaena dispar)
- pești (3): Barbus plebejus, Cobitis bilineata, Protochondrostoma genei
- reptile (1): țestoasa de baltă (Emys orbicularis)

Pe lângă speciile protejate, pe teritoriul sitului au mai fost identificate 11 specii de plante, 5 specii de amfibieni, 9 specii de mamifere, 2 specii de nevertebrate, 3 specii de reptile.